# Bambey
 (septembre 2010).
Si vous disposez d'ouvrages ou d'articles de référence ou si vous connaissez des sites web de qualité traitant du thème abordé ici, merci de compléter l'article en donnant les références utiles à sa vérifiabilité et en les liant à la section « Notes et références ».
Bambey est une commune du Sénégal située dans la région de Diourbel, sur la voie ferrée qui mène de Dakar à Tamba

## Histoire
Bambey est situé dans l'ancien royaume du Baol.
Les premiers habitants étaient des Sérères.
C'est au XVIIe siècle que les premières habitations auraient été construites.
C'est à Bambey qu'est aménagée la première base aérienne de l'AOF, à proximité de la ligne de chemin de fer Thiès-Kayes. Le 13 juin 1911 le premier avion – construit par Henry Farman – survole la région et sidère ses habitants.
Commune mixte en 1926, Bambey devient une commune de plein exercice en 1956.

## Administration
La ville est le chef-lieu du département de Bambey.
De 2002 à 2009 le maire de la ville était l'ancien ministre Pape Diouf qui a dirigé la campagne d'Idrissa Seck lors de l'élection présidentielle de 2007. Une autre ministre, Aïda Mbodj, lui a succédé en mars 2009.

## Géographie
Situé dans le centre-ouest du pays, Bambey bénéficie d'un climat tropical, plutôt sec, avec une saison sèche qui va de novembre à mai, et une saison des pluies qui va de juin à octobre. Bambey est situé à la frontière entre le Sahel et l'Afrique purement tropicale, même si le climat devient de plus en plus sec.
Aux alentours de Bambey on cultive le mil et l'arachide. La ville est située dans l'ancien bassin arachidier, mais on y trouve également quelques pasteurs. La végétation est assez fournie, avec de nombreux baobabs. Pendant la saison des pluies la verdure est très marquée.

### Physique géologique
Comme presque partout au Sénégal, Bambey connaît un sol plat, presque sans relief.

### Population
Les habitants sont pour la plupart des Sérères, des Wolofs et  une ethnie poular. Mais on trouve aussi des habitants appartenant à d'autres ethnies : Toucouleurs, Sarakholés, Peuls entre autres.

### Activités économiques
Les paysans cultivent l'arachide, le mil, le maïs, la canne à sucre. 
Le commerce représente une part importante de l'activité locale.

## Éducation
Bambey fut aussi le siège d'une École normale d'instituteurs (aujourd'hui les locaux sont occupés par le Lycée) et de l'École nationale des cadres ruraux
A 3 km de la ville de Bambey, l'Institut sénégalais de recherche agronomique (ISRA) accueille chercheurs et techniciens. Il a fait suite au Centre National de Recherches agronomiques (CNRA) spécialisé dans les recherches portant sur l’adaptation au sol et au climat du Sahel
L'ENCR École Nationale des Cadres Ruraux,fondée au milieu des années 1960 au Sénégal, et ouverte d'abord à Dakar (au Lycée Maurice Delafosse) puis à Bambey en 1965, elle a dès le départ pour vocation de former en quatre années des ingénieurs des travaux agricoles, des eaux et forêts, vétérinaires... Elle est accessible sur concours aux Sénégalais ayant obtenu le BEPC et aux autres étudiants africains (Mauritanie, Niger, Mali, Tchad...). Cette école, soutenue par les aides bi et multilatérales, a été inaugurée en 1966 par Léopold Sédar Senghor, président de la République du Sénégal. L’administration et les professeurs sont essentiellement fournis alors par le Ministère de la Coopération français. Sa proximité géographique avec le Centre national recherche agronomique de Bambey ou CRA (Recherches portant sur l’adaptation au sol et au climat du Sahel) constitue un atout majeur.
En mars 2007, un Centre universitaire régional (CUR) a ouvert ses portes à Bambey. Près de 300 étudiants y étaient inscrits cette année-là. En décembre 2010, le CUR de Bambey est érigé en Université de plein exercice avec quatre centres universitaires : Lambaye, Diourbel, Bambey et Ngoundiane. Fin 2009, l'effectif de l'université comptait 1621 étudiants.
L'Université de Bambey-CUR est placé sous la tutelle du Ministère de l'Éducation.
Depuis 2010 le CUR est devenu une Université en pleine exercice et s'appelle Université Alioune Diop de Bambey
Elle a pour missions :
- d'assurer la diversification de l'offre de formation tant au niveau scolaire qu'universitaire, 
- de participer à la formation de cadres moyens et supérieurs, 
- de former des agents opérationnels dans des secteurs bien définis, 
- de contribuer à la mise en place des conditions de qualification permanente des citoyens,
- de promouvoir et de développer les atouts de son site d'emplacement et des zones voisines mais aussi la valeurs culturelles africaines, 
- d'assurer une formation de 1er cycle dans les disciplines enseignées dans les universités en vue de permettre l'entrée des étudiants au 2e cycle.
L'UB-CUR de Bambey propose pour son ouverture 10 licences professionnelles, dans quatre filières :
- Santé communautaire
- MPCI
- Économie et Gestion
- Informatique

## Politique
Département le plus pauvre du Sénégal mais actif sur le plan politique, Bambey se distingue par les luttes épiques qui ont longtemps jalonné son existence. De Pierre Senghor, demi-frère de l’ancien Président-poète, en passant par le ministre Djibril Sène, Samba Laobé Fall, l’ex-président du groupe parlementaire socialiste à l’Assemblée nationale, Pape Diouf, Assane Diagne et Aïda Mbodj, Bambey n’a pas encore tiré son épingle du jeu dans les programmes de développement mis en place par les différents régimes qui se sont succédé à la tête du pays. Il continue de s’enliser dans la pauvreté.
L'histoire politique de ce département est surtout marquée en 2011 par la lutte sans merci que se livraient les membres du Mouvement du 23 Juin de Bambey et Aïda Mbodj. Aïda Mbodj, maire de la ville, initiatrice du concept « Ma carte, Ma caution » pour réélire Abdoulaye Wade faisait face à la détermination des militants du M23 et de Y'en a marre qui en créant le slogan « Ma carte, Ma sanction » s'opposaient farouchement à la candidature du Président Wade.
Malgré les multiples arrestations (23 juillet 2011 et 27 janvier 2012) du Coordonnateur Modou Ndiaye et du chargé de la communication Alioune Sylla Diop, le M23 section Bambey a réussi, en soutenant au deuxième tour Macky Sall le seul candidat contre Abdoulaye Wade, de montrer à la face du monde que Bambey n'était pas en reste dans cette lutte pour la démocratie dans le pays.
2014 Bambey choisit au conseil départemental Mme Aïda Mbodj et elle devient alors la première Présidente du conseil.Pour la mairie c'est Gana Mbaye le poulain d'Aïda Mbodj qui devient ainsi le 6e Maire de Bambey.
| Période     | Identité       | Parti               | Coalition |
| ----------- | -------------- | ------------------- | --------- |
| 2000 - 2009 | Pape Diouf     | Idy4président-Rewmi |           |
| 2009 - 2014 | Aïssatou Mbodj | PDS                 |           |
| depuis 2014 | Gana Mbaye     | PDS                 |           |

El Hadj Moussa THIAM, né le 1 janvier 1930 à Bambey, homme politique sénégalais, SG chargé des affaires religieuses de l’AOF. Décède le 26 janvier 2020 à l’hôpital principal de Dakar. Il fut un homme de grande influence. Il était un proche ami de Serigne Fallou Mbacké, qui avait fait le déplacement jusqu’à Bambey pour rendre visite à sa mère, Mareme Niamo Niang. Il entretenait également une profonde amitié avec Serigne Mourtada Mbacké, qui, en 1979, s’était rendu chez lui aux HLM de Guédiawaye pour lui rendre visite.
En politique, El Hadj Moussa a créé, aux côtés de Serigne Cheikh Ahmed Tidiane Sy Al Makhtoum, le Parti de la Solidarité. Malheureusement, ce parti fut dissous par le président Léopold Sédar Senghor, ce qui entraîna l’arrestation de Serigne Cheikh et l’exil de mon père en Mauritanie.
Il comptait parmi ses amis de grandes figures religieuses comme Mame Abdou Aziz Sy Dabakh, Mame Rane Alassane Lahi, fils de Seydina Issa Rouhou Lahi, ainsi que Cheikh Mbacké Gaïndé Fatma, dont la famille lui est éternellement reconnaissante pour tout ce qu’il a accompli pour eux. Il fut également un fervent disciple de Mawlana Cheikh Ibrahima Niass Baye, et son engagement auprès des chefs religieux du Sénégal reste mémorable.
Il a consacré presque toute sa vie au service du Sénégal, ce qui lui a malheureusement coûté vingt années d’exil en Mauritanie sous le régime de Senghor. Sa vie et son parcours restent une source d’inspiration pour beaucoup.
- Cheikh Anta Diop, né le 29 décembre 1923 à Thieytou (Bambey) - mort le 7 février 1986 à Dakar) est un historien, anthropologue, égyptologue et homme politique sénégalais.
- Pierre Senghor , frère du Premier Président du Sénégal Léopold Sédar, Premier Maire de Bambey. C'est sous son magistère  que Bambey a connu un effort fulgurante avec la construction l'ENCR actuel ISFAR et du CNRA démembrement de l'ISRA.
- Boubacar Obèye Diop, homme politique, journaliste, député, Ministre de l’Information, de la Radiodiffusion et de la Presse
- Doudou Thiam, premier ministre des Affaires étrangères du Sénégal indépendant.
- Assane Diagne, ancien Ministre de l'Urbanisme et ancien député à l'Assemblée nationale
- Djibril Séne, Ancien Maire il succéda à Pierre Senghor et ancien Ministre de l'Enseignement supérieur et de la Recherche scientifique dans le Gouvernement Thiam
- Aïda Mbodj,Première Présidente départementale de Bambey et Ancienne Maire de 2009-2014, elle a succédé Pape Diouf, ancienne Ministre d’État, ministre de la famille, député à l'Assemblée nationale
- Pierre Ndiaye , Ancien Maire de Bambey.Grande Personnalité, il a pendant longtemps, grandement œuvré pour cette ville
- Samba Laobé Fall, ancien député et ancien Président groupe parlementaire du PS
- Ibrahima Ndiaye Ancien député PS
- Alioune Diop Ancien député PDS
- Birima Mangara Ministre du budget
- Pape Diouf Ancien ministre et maire de Bambey
- Ibrahima Fall Ancien ministre
- Abdoulaye Fall  dit Mame Ablaye  Fall Payeur général du trésor du Sénégal
- Modou Ndiaye PDG et Propriétaire de la première chaine de télévision en ligne de la localité Bambey TV
- Cheikh Badiane [2]Ecrivain et fils de bambey à avoir dirigé le CNRA en tant qu'administrateur financier et personne influente de la ville.